# Marco Perosino
Marco Perosino (Govone, 12 febbraio 1952) è un politico italiano.

## Biografia
Nato a Govone ma residente a Priocca nella provincia di Cuneo, conseguita la laurea magistrale in giurisprudenza, ha lavorato nel settore bancario, arrivando a ricoprire l'incarico di direttore della filiale per la Cassa di Risparmio di Cuneo, passando poi a dedicarsi al settore alimentare conserviero, in società con il fratello.

### Attività politica
Alle elezioni comunali in Piemonte del 1990 si candida al consiglio comunale di Priocca, per la Democrazia Cristiana; eletto, ricopre l'incarico di assessore anziano nella giunta comunale.
Con la discesa in campo nella politica di Silvio Berlusconi, nel 1994 aderisce a Forza Italia, di cui diviene presto membro del coordinamento provinciale cuneese.
Alle elezioni comunali in Piemonte del 1995 si candida a sindaco di Priocca, sostenuto da una lista civica, risultando eletto con il 53,45% dei voti e superando l'altro candidato Michelino Morello (46,55%). Alle comunali piemontesi del 1999 si ricandida a sindaco, venendo rieletto con il 100% dei voti come unico candidato e rimanendo in carica fino al 2 dicembre 2003, quando, a causa di una condanna penale, decade dalla carica di sindaco.
Il 28 dicembre 2006 viene nominato vicesindaco e assessore nella giunta comunale di Priocca guidata dal successore Bartolomeo Squillario, rimanendo in carica fino all'8 giugno 2009.
Nel 2009 aderisce alla confluenza di Forza Italia nel Popolo della Libertà, con cui alle elezioni amministrative di quell'anno si candida sia a sindaco di Priocca, sostenuto dalla lista civica "Impegno e Rinnovamento", che al consiglio provinciale di Cuneo, tra le sue liste nel collegio di Canala a sostegno della candidata presidente del centro-destra Gianna Gancia, risultando eletto sia come sindaco per la terza volta, con il 74,28% dei voti, che come consigliere provinciale.
Per nove anni inoltre presiede l'associazione dei sindaci del Roero. Sempre nel 2009 è eletto consigliere della provincia di Cuneo per Il Popolo della Libertà (scioltosi il quale, si riposiziona in Forza Italia), assumendo la presidenza della commissione bilancio. Anche dopo la promulgazione della legge 7 aprile 2014 n. 56 (c.d. riforma Delrio), Perosino viene confermato in provincia sia nel 2014 che nel 2016, ricevendo le deleghe al bilancio e alla viabilità.

#### Elezione a senatore
Alle elezioni politiche del 2018 viene candidato al Senato della Repubblica nel collegio uninominale Piemonte - 08 (Cuneo), sostenuto dalla coalizione di centro-destra in quota forzista, risultando eletto senatore con il 47,89% dei voti e superando i candidati del centro-sinistra Marta Giovannini (22,99%) e del Movimento 5 Stelle Giuseppina Giambra (22,41%). Nella XVIII legislatura della Repubblica è stato membro della 6ª Commissione Finanze e tesoro, della Commissione straordinaria per il contrasto dei fenomeni di intolleranza, razzismo, antisemitismo e istigazione all'odio e alla violenza, della Commissione parlamentare per le questioni regionali, della Commissione parlamentare per l'attuazione del federalismo fiscale e della Commissione parlamentare d'inchiesta sul sistema bancario e finanziario.
Nel dicembre 2019 è tra i 64 firmatari (di cui 41 di Forza Italia) della richiesta di referendum confermativo sulla riduzione del numero dei parlamentari: pochi mesi prima i senatori berlusconiani avevano disertato l'aula in occasione della votazione sulla riforma costituzionale.
Il 18 agosto 2025, Perosino annuncia di aver abbandonato Forza Italia e l'adesione a Fratelli d'Italia.

## Vita privata
È sposato con Carla, medico di base ASL, ha una figlia: Maria Adelaide (1993), che lavora a Londra.